# Matsya

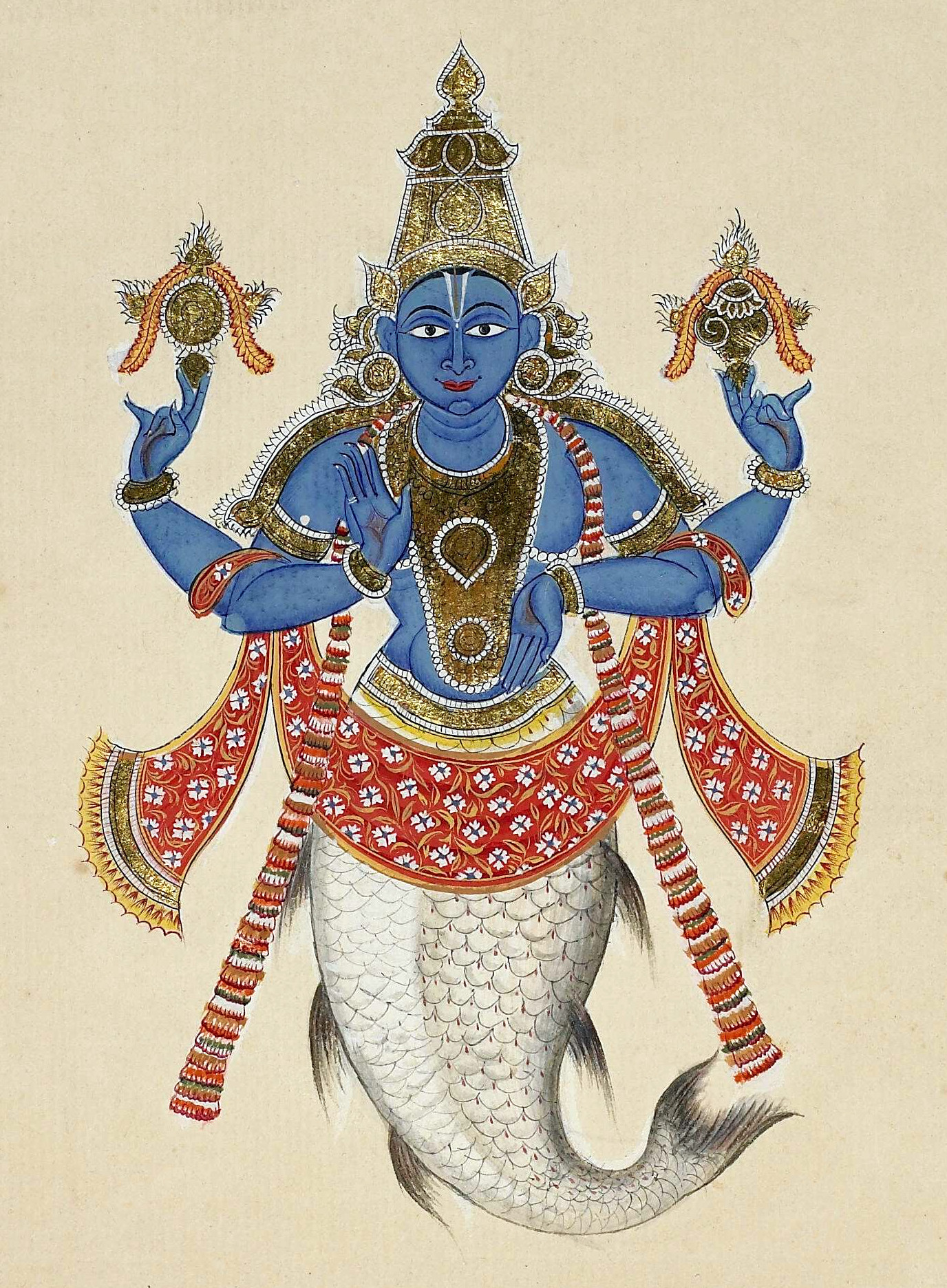
O pictură cu Matsya.

În hinduism, Matsya a fost un avatar al zeului Vishnu. El apare iconografic ca un hibrid, jumătate om - jumătate pește. 
Conform scrierilor hinduse, odată un demon ar fi furat Vedele, cele mai sacre scripturi ale hinduismului, de la zeul Brahma. Astfel, zeii au trimis un potop pe pământ pentru a ucide demonul  și să recupereze sfintele scripturi. Vishnu s-a încarnat într-un monstru pește numit Matsya, și l-a salvat pe Manu, primul om, și pe familia sa. După potop demonul a fost ucis, iar Vedele au fost duse de Matsya înapoi zeilor.